# Лі Джонхьоп
Лі Джонхьоп (кор. 이정협, нар. 24 червня 1991, Пусан) — південнокорейський футболіст, нападник клубу «Санджу Санму» та національної збірної Південної Кореї.

## Клубна кар'єра
Займався футболом в університетській команді Сунгсіл. 2013 року став гравцем клубу «Пусан Ай Парк». Відіграв за пусанську команду один сезон своєї ігрової кар'єри, після чого був призваний на строкову військову службу і наступний сезон грав за армійську команду «Санджу Санму», провівши 25 матчів в національному чемпіонаті, проте не врятував команду від вильоту в нижчий дивізіон.

## Виступи за збірну
У грудні 2014 року, не маючи в своєму активі жодного матчу за збірну, Лі був несподівано включений до заявки національної збірної Південної Кореї на кубок Азії 2015 року в Австралії. Він дебютував за корейську команду 4 січня 2015 року у передтурнірному товариському матчі проти збірної Саудівської Аравії (2:0), в якому відразу відзначився голом. 
На самому турнірі нападник став основним гравцем, зігравши в усіх шести матчах на турнірі, причому в заключній грі групового етапу Лі забив переможний гол у матчі проти господарів турніру Австралії і допоміг корейцям отримати перше місце в групі А. А у півфіналі Лі Джонхьоп забив перший гол у ворота Іраку (2:0) і допоміг команді вийти до фіналу Кубка Азії вперше з 1988 року. Щоправда там корейці програли в додатковий час господарям турніру австралійцям (1:2).
Наразі провів у формі головної команди країни 7 матчів, забивши 3 голи.

## Титули і досягнення
- Володар Кубка Джей-ліги: 2018

Збірні
- Срібний призер Кубка Азії: 2015
- Переможець Кубка Східної Азії: 2015, 2017, 2019